# Bullshit Jobs
Bullshit Jobs: A Theory är en bok från 2018 av antropologen David Graeber som postulerar förekomsten av meningslösa jobb och analyserar fenomenets samhällsskadliga verkningar. Han hävdar att över hälften av allt människor gör under dagarna i västvärlden är bullshitjobb vilka är meningslösa och blir psykologiskt destruktiva när det kombineras med en syn på arbete som dygd och den primära källan av självrespekt.

## Graebers idealtyper
Graeber beskriver fem typer av meningslösa jobb, där arbetare låtsas att deras roll inte är så meningslös eller skadlig som de vet att den är.
Graebers idealtyper lyder:
- Flunkies (Hantlangare)

Hantlangare är i behov av att andra arbetar (eller ser ut att arbeta) för att kunna ägna sig åt att få personer högre upp i företagen att verka trovärdiga, eller få någon att känna sig viktig eller uppskattad genom att utföra emotionellt arbete.
Exempelvis receptionister vid företag som har näst intill inga besökare där personen skulle kunnat ersättas med en porttelefon, eller dörröppnare och "hissmästare". Eller personer som skriver hemsidor som enbart är gjorda för att se bra ut, men är fulla med så mycket javascript, onödig grafik och cookies att de blir närmast helt oanvändbara.
- Goons (pajas)

Pajasuppgifter består av att försöka ofta pracka på och eller sälja på folk saker och ting de varken behöver eller vill ha. Den här typen av arbeten har ofta ett aggressivt element, och kan existera enbart för att andra företag eller stater har liknande anställda. Exempelvis företagsadvokater, vissa telefonförsäljare, reklamare och lobbyister.
- Duct tapers (silvertejpare)

Silvertejpsuppgifter existerar för att fixa problem som inte borde existera från första början. Problemen existerar dock på grund av dysfunktionella organisationer.
Exempelvis personer som kontrollerar data manuellt istället för att nyttja ett kalkylark med en sökfunktion, eller flygvärdinnor som utför emotionellt arbete genom att lugna upprörda passagerare vars bagage försvunnit.
- Box tickers (avbockare)

Avbockningsuppgifter existerar endast, eller primärt, för att låta en organisation hävda att den gör någonting, som den de faco inte gör. De måste hålla sig till rigida regler och protokoll oavsett hur lång tid och hur mycket energi det tar från alla involverade.
Den här typen av verksamhet tycks öka, snarare än minska, i takt med att staters funktioner har organiserats alltmer för att likna företag, och medborgare och patienter omdefinieras som "kunder".
- Taskmasters (uppgiftsledare)

Uppgiftsledare förekommer i två former: de som beordrar sina underordnade att göra saker och ting, respektive de som aktivt uppfinner bullshitjobb för sina underordnade. Exempelvis mellanchefer och ledarskapskonsulter.
Graeber hävdar att arbetets sammankoppling med dygdigt lidande är relativt nytt i mänsklighetens historia och föreslår basinkomst som en potentiell lösning. Graeber hävdar också att den här typen av bullshitjobb primärt tycks existera i den privata sektorn.